# In-flightentertainment

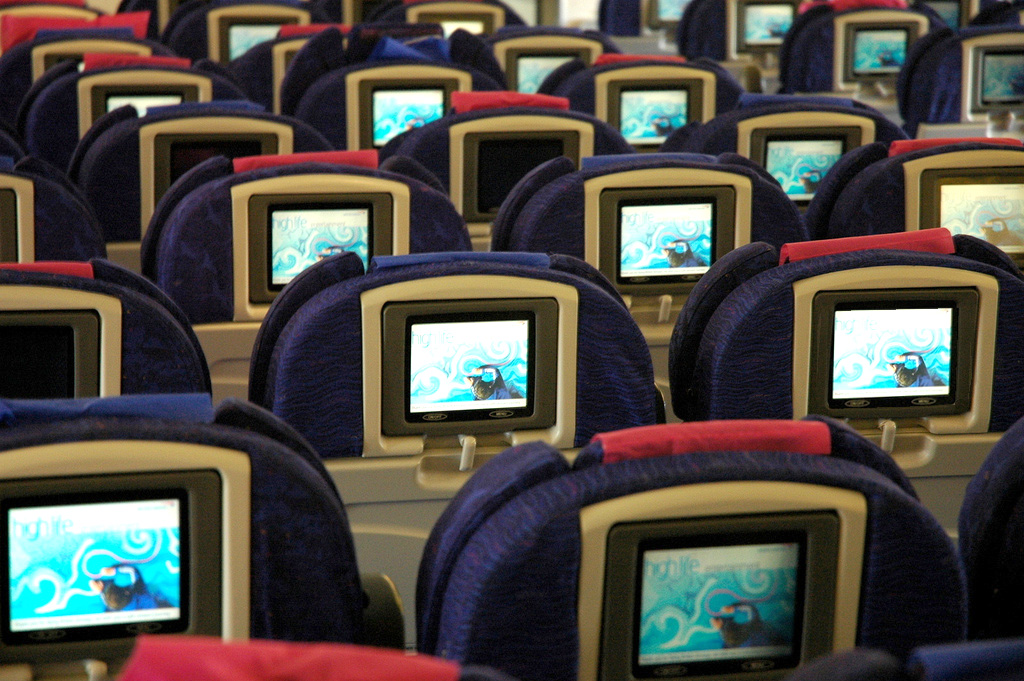
Een widebodyvliegtuig met in-flightentertainment

In-flightentertainment is audio of video tijdens een vlucht met een vliegtuig. Niet alle vliegtuigen zijn uitgerust met entertainment. Van alle vliegtuigen die hiermee zijn uitgerust, zit het grootste deel in widebodytoestellen. 
Als er beeldschermen aanwezig zijn, wordt de veiligheidsdemonstratie hierop getoond.

## Soorten

### Muziek

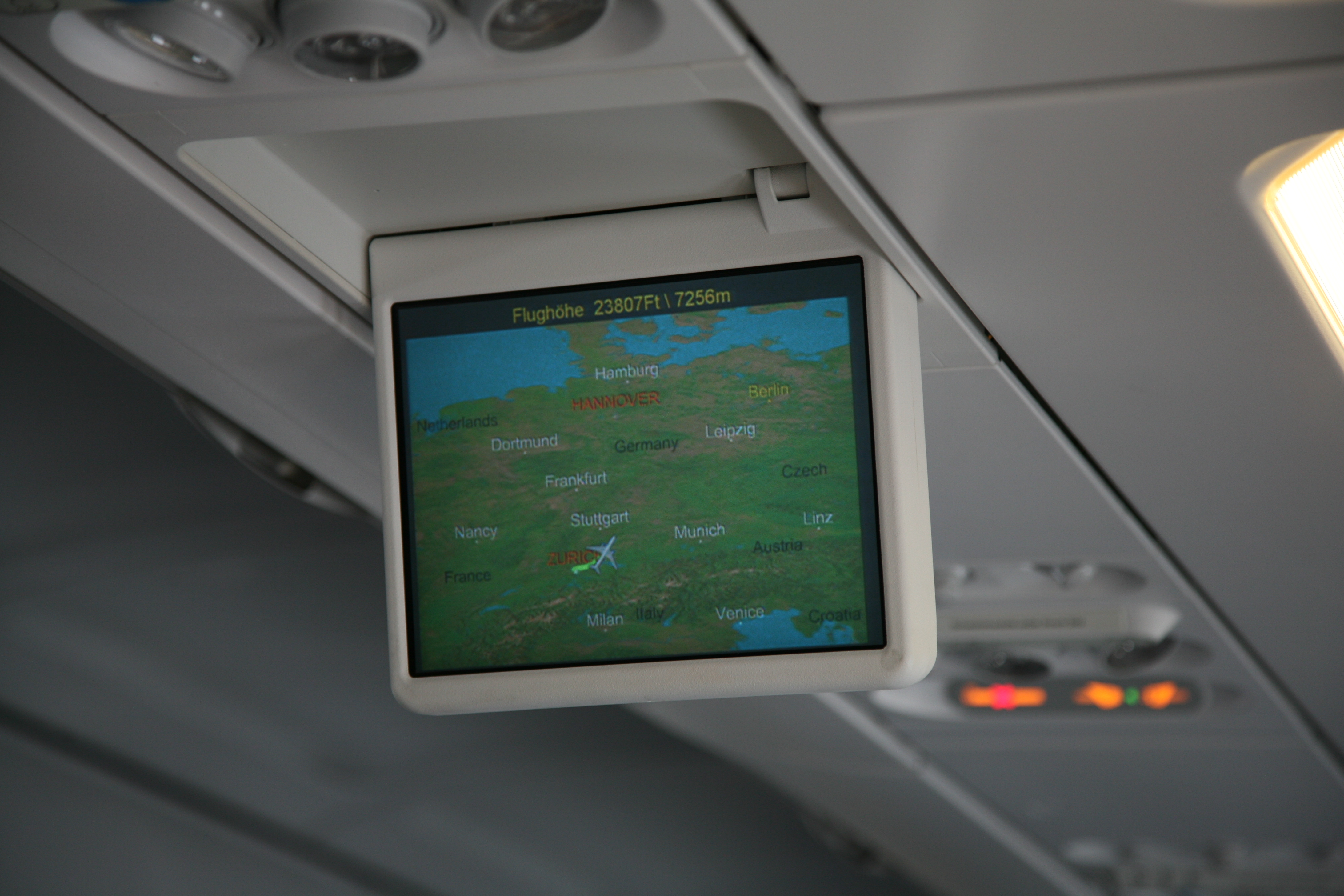
Vluchtinformatie op gedeelde schermen

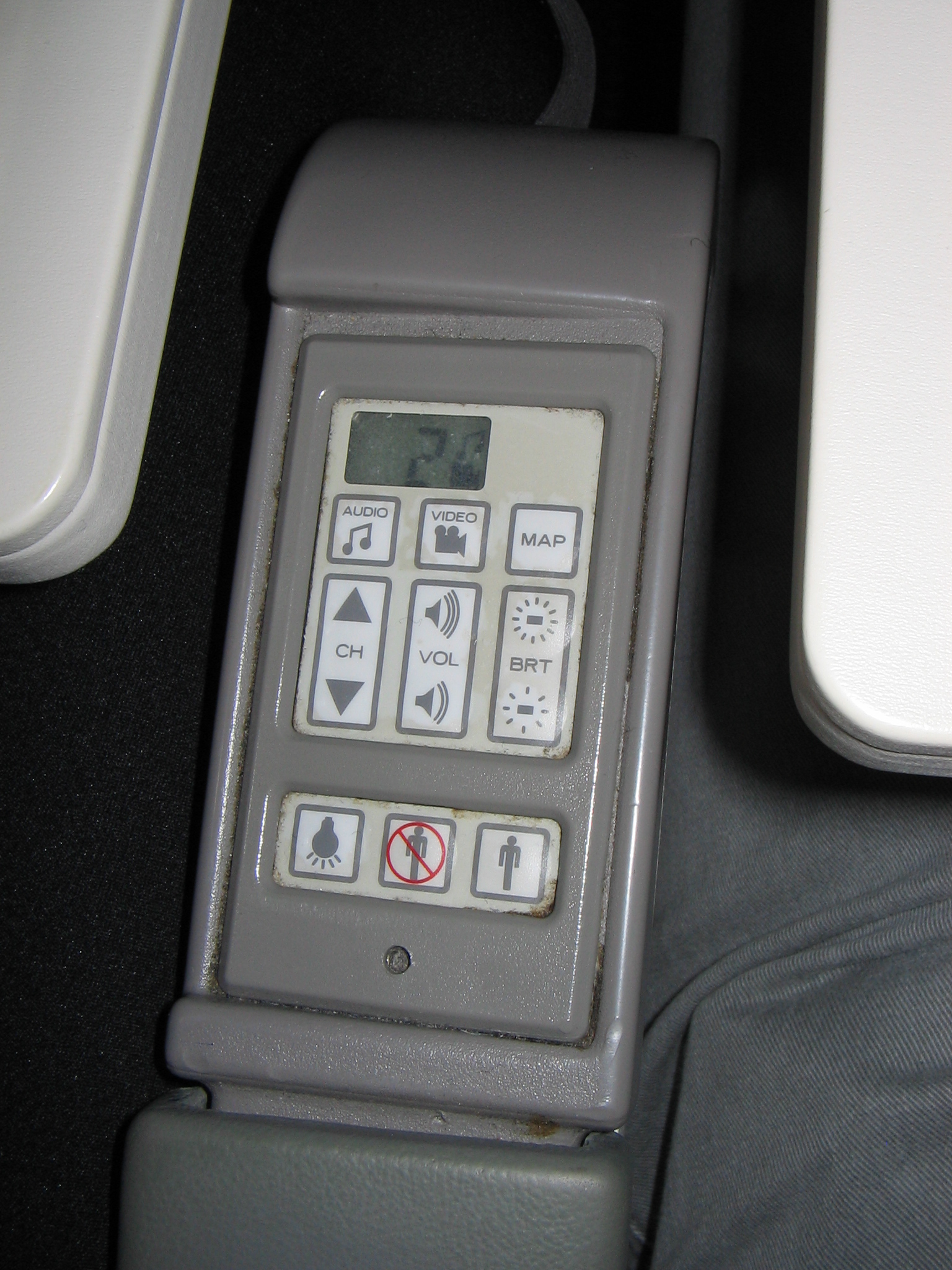
Een afstandsbediening in leuningen van de stoelen in de Economy Class

Een van de eerste entertainmentsoorten aan boord van een vliegtuig was muziek. Hierbij kreeg men een koptelefoon met een snoer dat in de armleuning ingeplugd werd. Later kon men ook tussen kanalen wisselen, zodat de passagiers audio naar eigen voorkeur konden kiezen.

### Gedeelde schermen
Gedeelde schermen (Engels: Shared TV's) zijn schermen die of aan het plafond of aan een bulkhead hangen. Hierop kan maar één film tegelijkertijd worden afgespeeld, en kan men het geluid ontvangen via een geluidskanaal. Niet veel toestellen hebben dit, meestal heeft men een eigen scherm. Op de gedeelde schermen wordt dan de route, de resterende vluchttijd en de snelheid getoond.

### Eigen schermen
Eigen schermen zijn schermen die in de stoel zitten ingebouwd. Hierdoor heeft iedereen een even groot beeld en kunnen er ook spelletjes worden gespeeld. Meestal is er ook een muzieklijst beschikbaar waar men uit kan kiezen.

### AVOD
Met AVOD wordt bedoeld Audio Video On Demand, oftewel men kan zelf kiezen welke films hij of zij wil kijken en kan deze pauzeren, doorspoelen en terugspoelen. Vaak zit er ook een airshowkanaal op, waar men de resterende vluchttijd kan zien, op een kaart kan zien waar het vliegtuig zich bevindt en hoe snel het gaat. Ook wordt enige tijd voor de landing via dit kanaal de band waarop de bagage ligt meegedeeld en de gate waar het vliegtuig zal aankomen. Bij sommige maatschappijen ook de vertrekkende vluchten op het vliegveld van aankomst, samen met vertrektijd en vertrekgate.

### Non-AVOD
Met Non-AVOD wordt bedoeld dat men een eigen scherm heeft, maar geen vrije keuze heeft uit films. Er worden meerdere films tegelijkertijd afgespeeld, en men kan tussen kanalen wisselen. Ook hier zit vaak een airshowkanaal op.